# 纤小猕猴桃
纤小猕猴桃（学名：Actinidia gracilis）是猕猴桃科猕猴桃属的植物，为中国的特有植物。分布在中国大陆的广西等地，生长于海拔900米的地区，多生长于山地树林中，目前尚未由人工引种栽培。
其种加词来源于拉丁文“gracilis”，意为“纤细的”。